# Benetton B189
Chronologie des modèles (1989-1990)
Benetton B188 Benetton B190
La Benetton B189 est une monoplace de Formule 1 engagée par l'écurie britannique Benetton Formula dans le cadre de la deuxième moitié du championnat du monde de Formule 1 1989. Elle est pilotée par les Italiens Alessandro Nannini et Emanuele Pirro, qui fait ses débuts dans la discipline en remplacement de Johnny Herbert, en convalescence. Prévue pour être engagée dès le début de saison, la B189 n'apparaît en course que lors du Grand Prix de France, septième manche de la saison, notamment en raison des problèmes de développement du moteur Ford-Cosworth HBA4.

## Historique

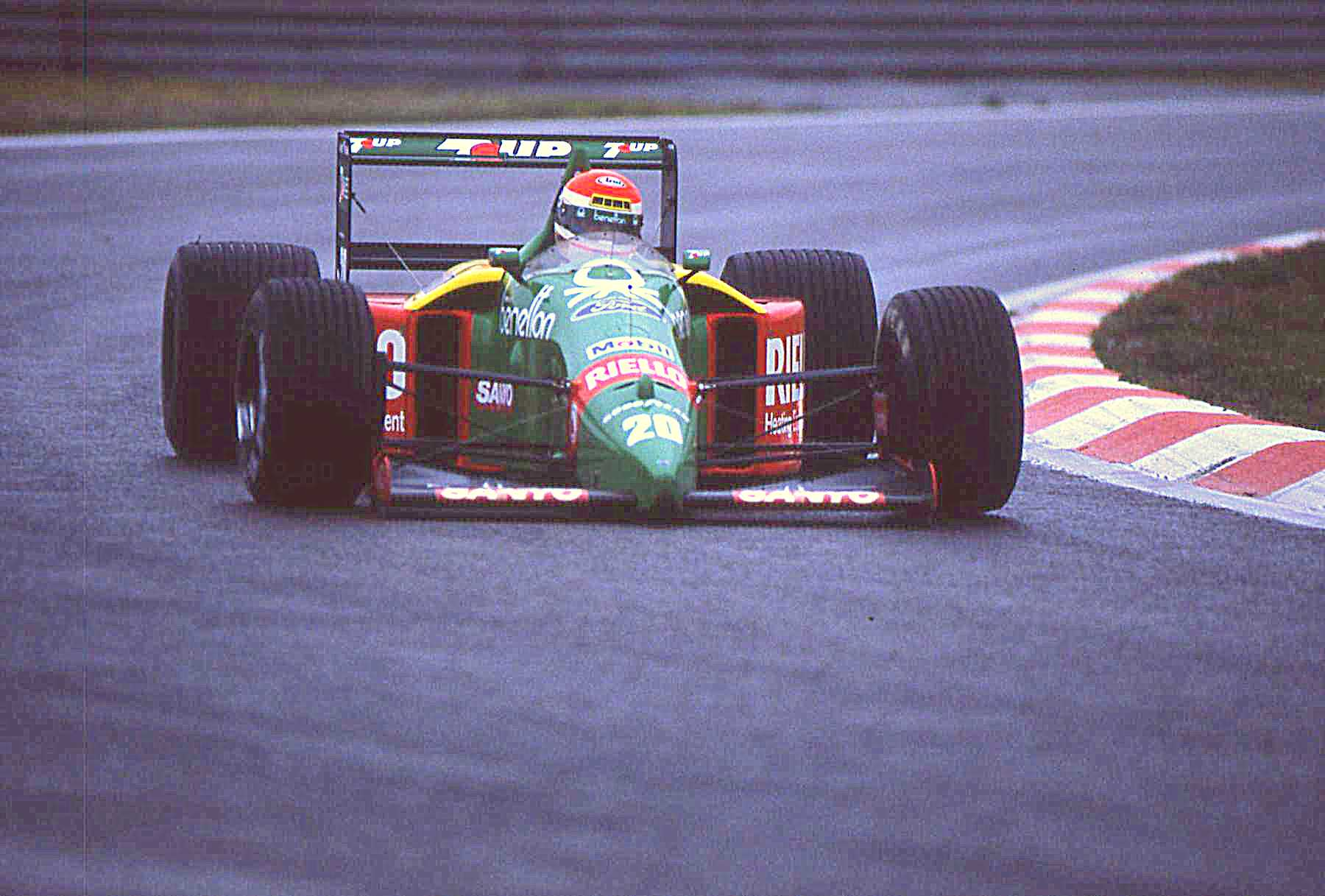
Emanuele Pirro dans la Benetton B189 au Grand Prix de Belgique 1989.

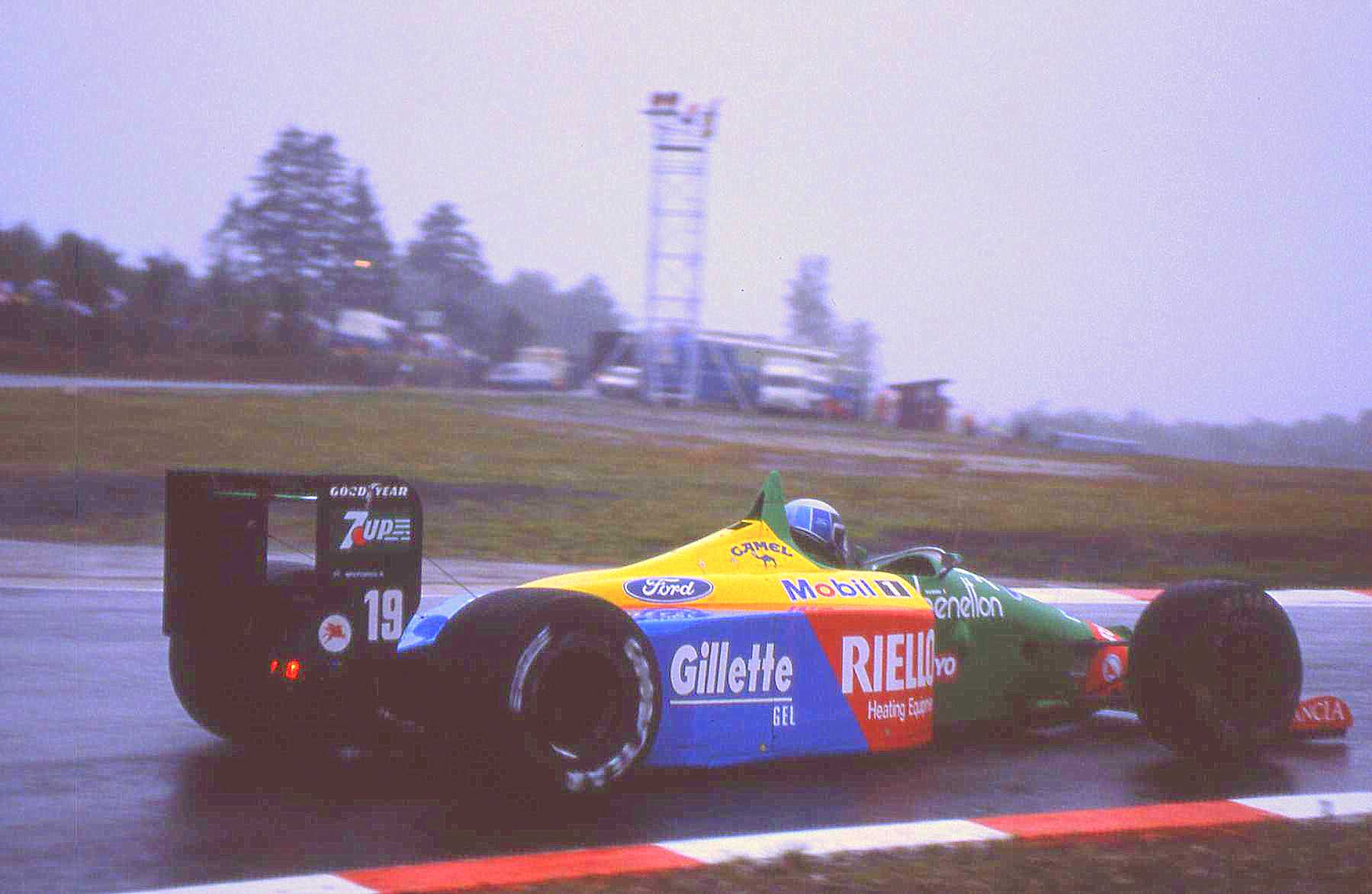
Nannini dans la Benetton B189 au Grand Prix de Belgique 1989.

Au Castellet, Nannini, seul pilote de la B189, abandonne sur un problème de suspension lorsque son coéquipier, toujours sur la Benetton B188, termine neuvième. En Grande-Bretagne, Nannini termine troisième avec deux tours d'avance sur son coéquipier, qui se classe onzième.
Au Grand Prix suivant, Pirro obtient son châssis B189B, mais ses performances en course ne s'améliorent pas pour autant au fil de la saison : alors que Nannini signe deux podiums et une victoire, lors du Grand Prix du Japon, il ne marque des points qu'en Australie, dernière manche de la saison,.
À la fin de la saison, Benetton Formula termine quatrième du championnat des constructeurs avec 39 points. Alessandro Nannini termine sixième du championnat des pilotes avec 32 points alors qu'Emanuele Pirro est vingt-troisième avec deux points.
En attendant que la Benetton B190 soit prête, l'écurie engage une version B de la B189 lors des deux premières manches du championnat du monde de Formule 1 1990. La B189B, mise aux normes de la réglementation technique en vigueur lors de cette saison, se distingue par une nouvelle boîte de vitesses transversale. Emanuele Pirro, parti à la Scuderia Italia, est remplacé par le Brésilien Nelson Piquet.
Lors des séances de qualifications Grand Prix des États-Unis, Nannini réalise le vingt-troisième temps mais à la suite de l'exclusion du pilote Ligier Philippe Alliot, le pilote italien prend le départ de la course en partant de la vingt-deuxième place. En course, Nannini termine onzième à deux tours de son coéquipier qui, élancé de la sixième place, finit quatrième,.
Lors du Grand Prix suivant disputé au Brésil, Nelson Piquet et Alessandro Nannini se qualifient respectivement en treizième et quinzième positions. Tandis que, malgré une course difficile, le Brésilien marque le point de la sixième place, son coéquipier est relégué dans le fond de peloton dès le premier tour. L'Italien parvient à remonter dans le classement et termine dixième, malgré une crevaison,.
La B189B est remplacée par la Benetton B190 dès le Grand Prix de Saint-Marin, troisième manche de la saison.

## Résultats en championnat du monde de Formule 1
| Saison | Écurie               | Moteur                | Pneus    | Pilotes            | Courses | Courses | Courses | Courses | Courses | Courses | Courses | Courses | Courses | Courses | Courses | Courses | Courses | Courses | Courses | Courses | Points inscrits | Classement |
| Saison | Écurie               | Moteur                | Pneus    | Pilotes            | 1       | 2       | 3       | 4       | 5       | 6       | 7       | 8       | 9       | 10      | 11      | 12      | 13      | 14      | 15      | 16      | Points inscrits | Classement |
| ------ | -------------------- | --------------------- | -------- | ------------------ | ------- | ------- | ------- | ------- | ------- | ------- | ------- | ------- | ------- | ------- | ------- | ------- | ------- | ------- | ------- | ------- | --------------- | ---------- |
| 1989   | Benetton Formula Ltd | Ford-Cosworth HBA4 V8 | Goodyear |                    | BRÉ     | SMR     | MON     | MEX     | USA     | CAN     | FRA     | GBR     | ALL     | HON     | BEL     | ITA     | POR     | ESP     | JAP     | AUS     | 39*             | 4e         |
| 1989   | Benetton Formula Ltd | Ford-Cosworth HBA4 V8 | Goodyear | Alessandro Nannini |         |         |         |         |         |         | Abd     | 3e      | Abd     | Abd     | 5e      | Abd     | 4e      | Abd     | 1er     | 2e      | 39*             | 4e         |
| 1989   | Benetton Formula Ltd | Ford-Cosworth HBA4 V8 | Goodyear | Emanuele Pirro     |         |         |         |         |         |         |         |         | Abd     | 8e      | 10e     | Abd     | Abd     | Abd     | Abd     | 5e      | 39*             | 4e         |
| 1990   | Benetton Formula Ltd | Ford-Cosworth HBA4 V8 | Goodyear |                    | USA     | BRÉ     | SMR     | MON     | CAN     | MEX     | FRA     | GBR     | ALL     | HON     | BEL     | ITA     | POR     | ESP     | JAP     | AUS     | 71*             | 3e         |
| 1990   | Benetton Formula Ltd | Ford-Cosworth HBA4 V8 | Goodyear | Alessandro Nannini | 11e     | 10e     |         |         |         |         |         |         |         |         |         |         |         |         |         |         | 71*             | 3e         |
| 1990   | Benetton Formula Ltd | Ford-Cosworth HBA4 V8 | Goodyear | Nelson Piquet      | 4e      | 6e      |         |         |         |         |         |         |         |         |         |         |         |         |         |         | 71*             | 3e         |

Légende : ici 

* 13 points marqués avec la Benetton B188

* 67 points marqués avec la Benetton B190